# Población de Cerrato
Población de Cerrato település Spanyolországban, Palencia tartományban. Población de Cerrato Piña de Esgueva, Cubillas de Cerrato, Cevico de la Torre, Alba de Cerrato és Esguevillas de Esgueva községekkel határos. Lakosainak száma 98 fő (2024).

## Népesség
A település népessége az elmúlt években az alábbi módon változott:
| Lakosok száma | 127  | 133  | 129  | 121  | 119  | 116  | 116  | 109  | 107  | 98   |
|               | 2001 | 2004 | 2007 | 2009 | 2012 | 2014 | 2017 | 2019 | 2022 | 2024 |